# André Lamy
Pour les articles homonymes, voir Lamy.
 (août 2025).
La mise en forme du texte ne suit pas les recommandations de Wikipédia : il faut le « wikifier ».
Les points d'amélioration suivants sont les cas les plus fréquents. Le détail des points à revoir est peut-être précisé sur la page de discussion.
- Les titres sont pré-formatés par le logiciel. Ils ne sont ni en capitales, ni en gras.
- Le texte ne doit pas être écrit en capitales (les noms de famille non plus), ni en gras, ni en italique, ni en « petit »…
- Le gras n'est utilisé que pour surligner le titre de l'article dans l'introduction, une seule fois.
- L'italique est rarement utilisé : mots en langue étrangère, titres d'œuvres, noms de bateaux, etc.
- Les citations ne sont pas en italique mais en corps de texte normal. Elles sont entourées par des guillemets français : « et ».
- Les listes à puces sont à éviter, des paragraphes rédigés étant largement préférés. Les tableaux sont à réserver à la présentation de données structurées (résultats, etc.).
- Les appels de note de bas de page (petits chiffres en exposant, introduits par l'outil «  Source ») sont à placer entre la fin de phrase et le point final[comme ça].
- Les liens internes (vers d'autres articles de Wikipédia) sont à choisir avec parcimonie. Créez des liens vers des articles approfondissant le sujet. Les termes génériques sans rapport avec le sujet sont à éviter, ainsi que les répétitions de liens vers un même terme.
- Les liens externes sont à placer uniquement dans une section « Liens externes », à la fin de l'article. Ces liens sont à choisir avec parcimonie suivant les règles définies. Si un lien sert de source à l'article, son insertion dans le texte est à faire par les notes de bas de page.
- La présentation des références doit suivre les conventions bibliographiques. Il est recommandé d'utiliser les modèles {{Ouvrage}}, {{Chapitre}}, {{Article}}, {{Lien web}} et/ou {{Bibliographie}}. Le mode d'édition visuel peut mettre en forme automatiquement les références.
- Insérer une infobox (cadre d'informations à droite) n'est pas obligatoire pour parachever la mise en page.

Pour une aide détaillée, merci de consulter Aide:Wikification.
Si vous pensez que ces points ont été résolus, vous pouvez retirer ce bandeau et améliorer la mise en forme d'un autre article.

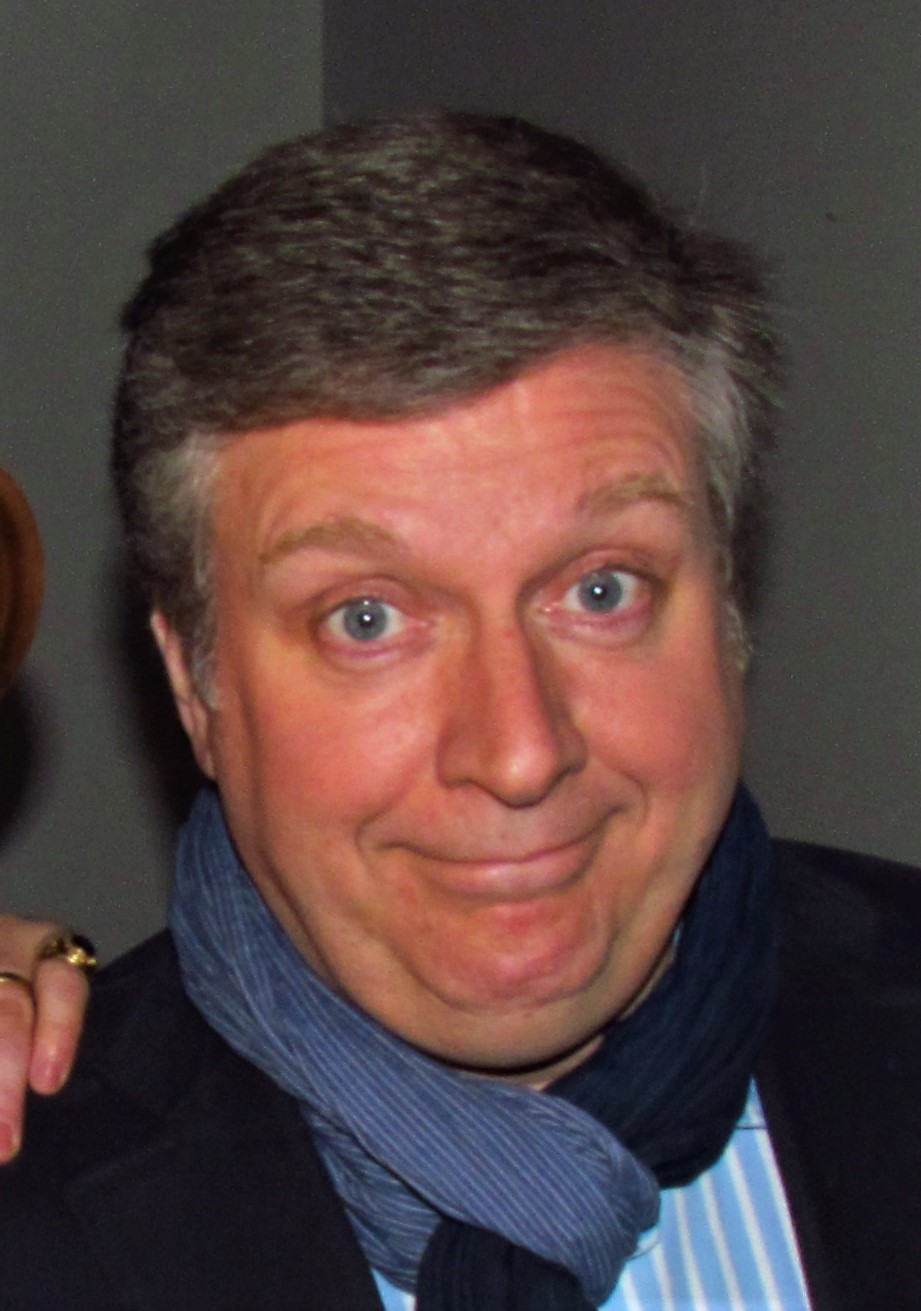
André Lamy en 2012 au TELEVIE.

André Leveugle, plus connu sous son nom de scène André Lamy, né le 31 octobre 1962 à Bruxelles, est un imitateur et humoriste belge.

## Biographie

### Jeunesse et début de carrière
André Leveugle naît à Bruxelles le 31 octobre 1962. Durant son enfance, il rêve de devenir réalisateur et tourne des films en amateur avec une caméra super 8. Il grandit dans la commune de Schaerbeek et est scolarisé à l'athénée communal Fernand Blum. La vocation lui vient lorsqu'il découvre Raymond Devos, dont il reprend les sketches pour faire rire ses camarades. Il participe en 1981 à la finale du festival du rire de Rochefort. L'humoriste commence sa carrière au café-théâtre en Belgique. Il se produit dans un cabaret bruxellois, le Black Bottom, et coanime une émission, intitulée La Folie des glandeurs, diffusée par la station de radio SIS.

### Carrière à Paris
En 1987, André Lamy monte à Paris et est repéré par les frères Hubert, producteurs de Thierry Le Luron, mort l'année précédente. Il donne son spectacle dans un petit théâtre parisien du quartier des Halles, le Tintamarre. L'animateur Michel Drucker, qui y assiste, l'invite trois semaines consécutives dans son émission de variétés Champs-Élysées et le révèle au public français,. Il obtient sa propre émission de radio, Lamy public numéro un, qu'il anime en compagnie de Philippe Gildas sur l'antenne d'Europe 1. Il reçoit un laser d'or (équivalent d'un disque d'or) pour son premier album CD Lamytateur des mains de Jacques Chirac, alors Maire de Paris. Raymond Devos se propose d'être son parrain de scène lors d'une émission animée par Jacques Chancel sur France Inter. Il enchaîne à la suite de cela les salles prestigieuses : la Michodière, l'Olympia, le Casino de Paris, le théâtre du Gymnase… En 1988, il est nommé au 3e "Victoires de la musique" dans la catégorie "Humoriste de l'année". En 1991, il anime l'émission Grain de folie sur la chaîne privée La Cinq aux côtés de Marie-Ange Nardi. Le spectacle qu'il présente en 1993 est un échec. Lamy, pour qui « toutes les portes se sont refermées », décide alors de retourner en Belgique,.

### Retour en Belgique
Entre 1997 et 2005, André Lamy prend part à la revue du théâtre des Galeries de Bruxelles,. Depuis 2007, il anime quotidiennement la séquence Votez pour moi sur la station de radio Bel RTL. Il est accompagné par Dubus, puis par Olivier Leborgne. En mai 2012, à l'occasion des cinq ans de l'émission, l'humoriste reçoit le premier ministre belge Elio Di Rupo. Parallèlement à Votez pour moi, il est l'acteur principal d'une série de trois téléfilms pour RTL TVI : Panique au Palais, où il joue tous les rôles et qui bat des records d'audience. Lamy continue de se produire sur scène, notamment avec son spectacle Politiquement correct dans lequel il parodie l'actualité politique belge. En 2013, il présente un nouveau spectacle, Retour au Music-hall, qui comprend des sketches et des imitations de chanteurs, dont Julien Clerc et Patrick Bruel. En 2019, il prépare un nouveau one-man show (Lamy râle) et un retour en télé avec Votez pour moi pendant les élections du mois de mai. En 2019 aussi sort la première bande dessinée Votez pour moi aux éditions Kennes et dessinée par Marco Paulo.

## Œuvre

### Liste de spectacles

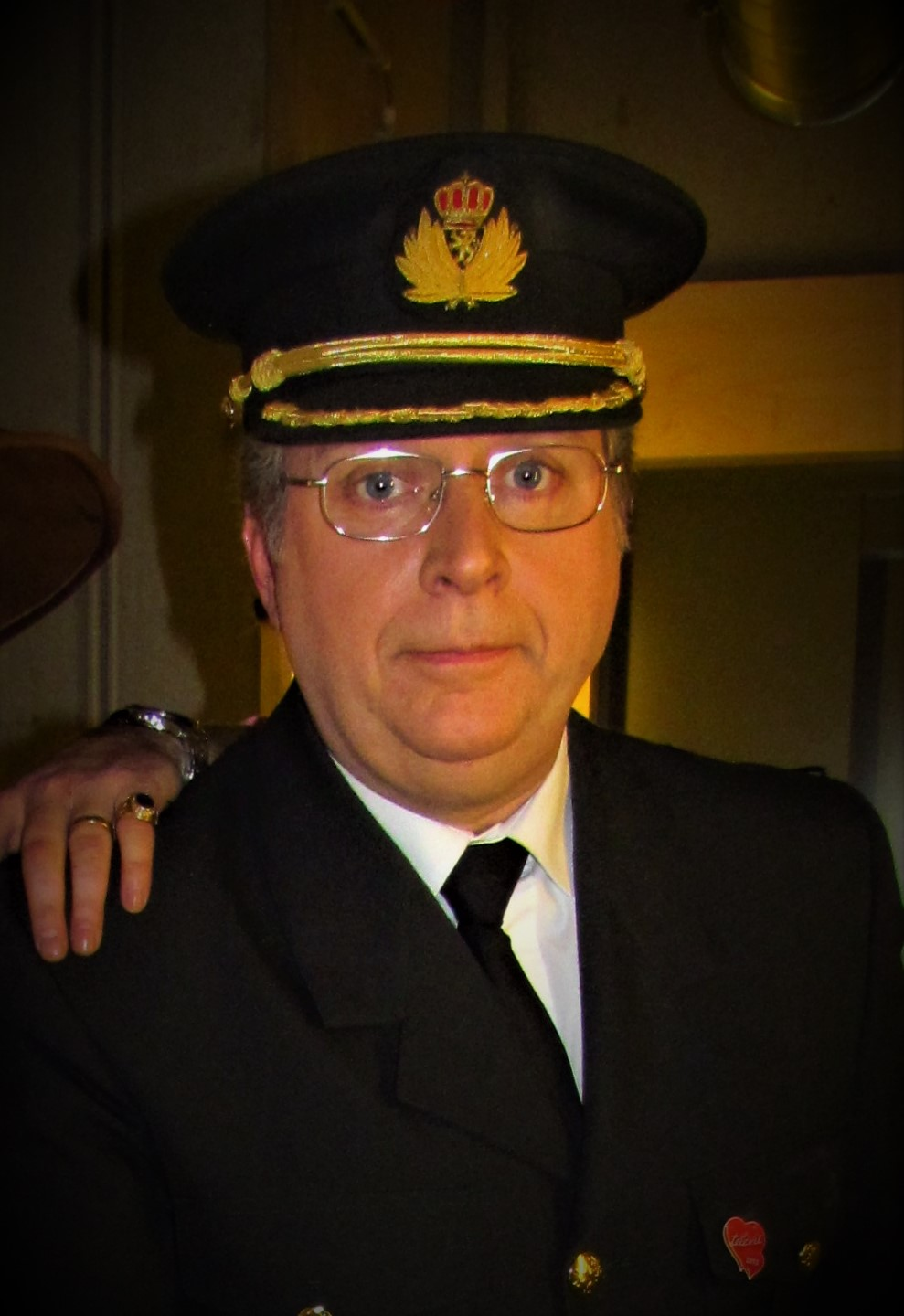
André Lamy imitant le Roi Albert II de Belgique.

- 1986 : Répétitions - Théâtre de la Samaritaine - Bruxelles
- 1987 : Ambiance Bar - Théâtre de la Samaritaine - Bruxelles.
- 1987 : André Lamy au Tintamarre - Paris.
- 1988 : André Lamy à la Michodière - Paris.
- 1988 : André Lamy à l'Olympia - Théâtre de l'Olympia - Paris.
- 1989 : André Lamy au Casino de Paris.
- 1990 : André Lamy au Gymnase - Paris.
- 1991 : La Belgique à 1000 temps - Passage 44 - Bruxelles.
- 1992 : Liberté, égalité, terminé - Théâtre du Grand Edgar - Paris.
- 1993 : Télé Lucien - Passage 44 - Bruxelles.
- 1994 : Lamy tout simplement - Centre Culturel d'Auderghem - Bruxelles.
- 1995 : Lamy existe, nous l'avons rencontré - La Comédie Caumartin - Paris.
- 1997 à 2006 : La Revue des Galeries - Théâtre des Galeries - Bruxelles.
- 2001 : Tandem - Théâtre le Triomphe - Paris.
- 2003 : Duo - Comiqu'art de Liège et Charleroi.
- 2007 : Le bar des belges (avec Alain Soreil et Bernard Lefranq).
- 2008 : Lamy, 25 ans - Centre Culturel d'Auderghem et en tournée
- 2010 : Politiquement correct - Comédie Centrale de Liège et Charleroi
- 2012 : Retour au Music-Hall - Comédie Centrale de Liège et Charleroi et tournée
- 2014 : Lamy qui vous veut du bien - Comédie Centrale de Liège et Charleroi et tournée
- 2016 : Lamy ne fait pas le moine - Comédie Centrale de Liège et Charleroi et tournée
- 2019 : Lamy râle - Comédie Centrale de Liège et Charleroi et tournée
- 2021 : Lamytateur - Comédie Centrale de Liège
- 2022 : Lamytateur - Tournée
- 2023 : Création d'un spectacle avec sa fille Morgane Leveugle et Morgane Gérôme : Lamy and Co au Centre Culturel d'Auderghem
- 2024 : Votez Lamy dans les comédies centrales de Liège et Charleroi.

### liste d'émissions de télévision produites ou animées par André Lamy
- 1987 : Cocktail maison RTBF
- 1988 : Lamy du Soir France 2
- 1991 - 1992 : Les Poupettes série de 180 épisodes de marionnettes parodiant l'actualité RTL TVI
- 1993 - 1995 : Participation régulière à Y'en aura pour tout le monde RTL TVI
- 2008 : Votez pour moi – télé RTL TVI
- 2009 : Votez pour moi – télé RTL TVI
- 2010 : Votez pour moi – télé RTL TVI
- 2010 : Panique au Palais - Philippe a disparu RTL TVI
- 2011 : Panique au Palais - Bienvenue à Laekenland RTL TVI
- 2012 : Panique au Palais - Le sort du Prince RTL
- 2013 : Votez pour moi – quotidiennes RTL TVI
- 2015 : Votez pour moi a les boules RTL TVI
- 2016 : Votez pour moi – hebdo RTL TVI
- 2017 : Lamy intime - émission sur la carrière d'André Lamy présentée par Thomas Van Hamme sur RTL TVI
- 2019 : Votez pour moi - quotidiennes RTL TVI
- 2020 : Covid et Corona - dessin animé voix de Covid.

### Liste d'émissions de radio
- 1983 - 1986 : La Folie des Glandeurs - S.I.S
- 1987 - 1990 : Lamy publique numéro 1 - Europe 1
- 1990 - 1991 : Radiofolie - France Inter
- Depuis 2007 : Votez pour moi - Bel RTL.

### Filmographie
- 2007 : Septième ciel Belgique[12], série télévisée
- 2014 : Jacques a vu[13] de Xavier Diskeuve.

### Album de bande dessinée
- Votez pour moi[14], Kennes Éditions, Gerpinnes, 3 avril 2019
Scénario : André Lamy, Olivier Leborgne - Dessin : Marco Paulo - Couleurs : BenBK -  (ISBN 978-2-87580-722-9)

#### Articles
- Bernard Meeus, « André Lamy: «On ose toujours tout !» », Le Soir,‎ 14 novembre 2017 (lire en ligne, consulté le 26 avril 2024).